# São Miguel (Río Grande del Norte)
São Miguel, municipio del estado del Río Grande del Norte (Brasil), localizado en la microrregión de la Sierra de São Miguel. De acuerdo con el IBGE (Instituto Brasilero de Geografía y Estadística), en el año 2011 su población era estimada en 22.313 habitantes. Área territorial de 171,690 km².